# Kłąb zimowy
Kłąb zimowy – skupisko o kształcie nieco spłaszczonej kuli, jakie tworzą zimujące pszczoły w celu ochrony przed chłodem. Wewnątrz kłębu złożonego z warstw pszczół i plastrów gniazda utrzymuje się temperatura wynosząca około 18–20 °C – jesienią i na początku zimy, a około 34 °C – na przedwiośniu, gdy rozpoczyna się czerwienie. Zewnętrzna warstwa kłębu, złożona z ciał pszczół siedzących zwarcie, rozluźnia się przy wzroście temperatury zewnętrznej, a staje się bardziej zwarta przy jej spadku, wskutek czego objętość kłębu ulega zmianom. Kłąb zimowy umieszcza się jesienią na plastrach naprzeciw wylotu, a zimą przesuwa się powoli ku górze i ku tyłowi gniazda, zjadając stopniowo miód, z którego przedtem zgryzają zasklep. Przy niskiej temperaturze pszczoły nie mogą przejść na boczne plastry, nawet wówczas, gdy w obsiadanych przez kłąb plastrach zapasy się wyczerpią.